# Wittes
Wittes település Franciaországban, Pas-de-Calais megyében. Lakosainak száma 985 fő (2022. január 1.). Wittes Blaringhem, Boëseghem, Aire-sur-la-Lys és Roquetoire községekkel határos.

## Népesség
A település népessége az elmúlt években az alábbi módon változott:
| Lakosok száma | 869  | 913  | 948  | 961  | 985  | 993  | 999  | 997  | 985  |
|               | 2013 | 2015 | 2016 | 2017 | 2018 | 2019 | 2020 | 2021 | 2022 |